# Parelacatis bakeri
Parelacatis bakeri es una especie de coleóptero de la familia Salpingidae.

## Distribución geográfica
Habita en Filipinas.